# Holbrook (Nowy Jork)
Holbrook – jednostka osadnicza w Stanach Zjednoczonych, w stanie Nowy Jork, w hrabstwie Suffolk.